# Chính phủ Nam Nga thứ hai
Chính phủ Nam Nga thứ hai (tiếng Nga: Правительство Юга России, đã Latinh hoá: Pravitel'stvo Yuga Rossii) là một chính phủ Bạch vệ thành lập tại Sevastopol, Krym vào tháng 4 năm 1920.
Đây là sự kế thừa cho Chính phủ Nam Nga thứ nhất của tướng Anton Denikin được thành lập vào tháng 2 năm 1920.
Tướng Pyotr Wrangel là pravitel' (правитель, "người đứng đầu") trong khi Aleksandr Krivoshein là người đứng đầu chính phủ là Chủ tịch Hội đồng Bộ trưởng, với Pyotr Berngardovich Struve làm Bộ trưởng Ngoại giao. Chính phủ đã chính thức thông qua cái tên "Chính phủ Nam Nga" vào ngày 16 tháng 8 năm 1920 và kiểm soát khu vực tỉnh Taurida, tức là bán đảo Krym và các vùng đất lân cận hiện nay.
Chính phủ Nam Nga đã nhận được hỗ trợ từ các cường quốc phe Hiệp Ước bao gồm Pháp (công nhận vào tháng 8 năm 1920) và Hoa Kỳ, cũng như từ nước Ba Lan mới độc lập. Tuy nhiên, sự hỗ trợ của nước ngoài dần cạn kiệt nên các cuộc tấn công của Lực lượng Vũ trang Nam Nga và Quân đội tình nguyện, nay được thống nhất là quân đội Wrangle, đã thất bại trong chiến dịch Bắc Taurida.
Đầu tháng 11, với chiến dịch Perekop–Chongar, lực lượng Bolshevik đã giành được những chiến thắng quyết định và tiến vào Crimea. Từ ngày 7 đến 17 tháng 11, nó đã phá vỡ tuyến phòng thủ của quân Bạch vệ trên eo đất Perekop, băng qua Syvash và chiếm bán đảo Litva, các vị trí kiên cố của Bức tường Thổ Nhĩ Kỳ, và các vị trí Yushun và Chongar. Sau khi đột phá tại Perekop, mặt trận dần tiến sâu vào Crimea. Wrangel bắt đầu một cuộc di tản gồm 146.000 người đến Constantinopolis với những chiếc thuyền cuối cùng khởi hành vào ngày 16 tháng 11. Với sự rút lui này, tàn dư cuối cùng của lực lượng Bạch vệ ở Nga tại châu Âu đã bị đánh bại.